# (1561) Fricke
(1561) Fricke – planetoida z pasa głównego asteroid okrążająca Słońce w ciągu 5 lat i 259 dni w średniej odległości 3,19 au. Została odkryta 15 lutego 1941 roku w Landessternwarte Heidelberg-Königstuhl w Heidelbergu przez Karla Reinmutha. Nazwa planetoidy pochodzi od Waltera Ernsta Fricke, niemieckiego astronoma. Przed nadaniem nazwy planetoida nosiła oznaczenie tymczasowe (1561) Fricke (1941 CG).